# تأهب

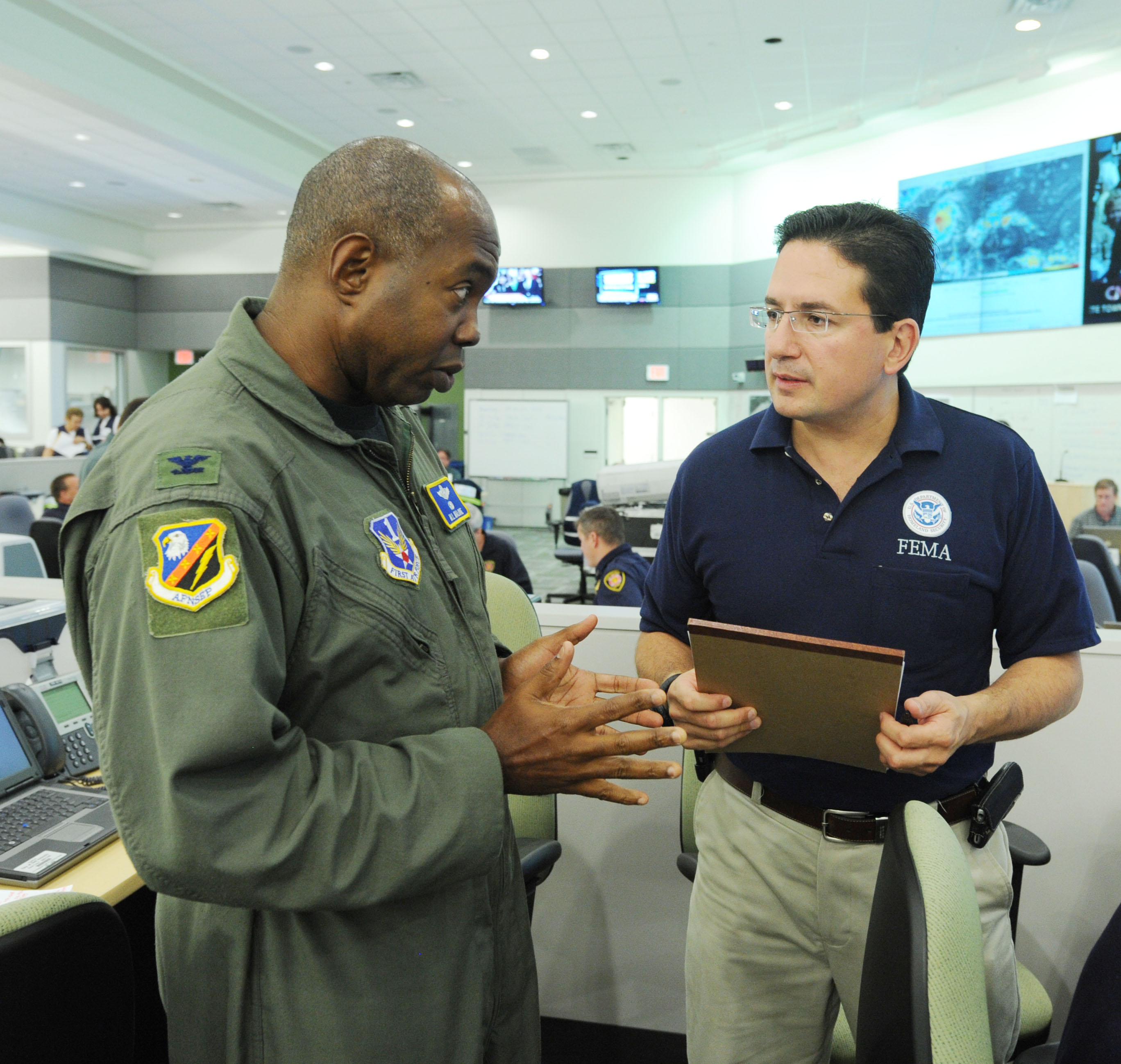

التأهب (بالإنجليزية: Preparedness)‏، هو مجموعة من الحركات البحثية والعملية القائمة على الإجراءات التي تُتخذ كتدابير وقائية لمواجهة الكوارث المُحتملة أو الغير متوقعة. ويشمل ذلك اجراءات الاستعدادات المادية (مثل مستودعات الإمدادات الطارئة، وتكييف المباني من أجل مقاومة الزلازل وما إلى ذلك)، والتدريب العملي على إجراءات الطوارئ.